# 林京玲
林京玲（1990年8月1日—），中華民國無黨籍政治人物，生於臺中市西區，現任臺中市林姓宗親總會中西區分會長，曾任臺中市西區公民里第2、3屆里長。2022年參選臺中市中西區議員，但其後未能勝選。

## 政治生涯
2014年，參選臺中市西區公民里里長，以1342票（44.14%）當選，時年24歲為中華民國當年最年輕的里長。2018年爭取連任，並以2066票（66.68%）當選。
2020年4月，COVID-19疫情期間自費購買口罩、耳溫槍等防疫物資贈予醫護、老師、清潔人員等民眾。
2020年11月，參與演出國片《影子背後》，客串女記者一角。
林京玲聲援里內罹患皮特—霍普金斯症候群家庭，呼籲將該病列入罕見疾病。2021年8月3日，衛生福利部公告將皮特—霍普金斯症候群列為罕見疾病。
2022年3月17日，以無黨籍身分宣布參選臺中市中西區市議員，提出女性凍卵補助政見，造成轟動，最後更獲得9413票（15.39%），為選區落選頭。
2023年，擔任柯美蘭辦公室發言人。

## 外部連結
- 林京玲的Facebook專頁